# Ludwig Fischer (Rennfahrer)
Ludwig Fischer (* 17. Dezember 1915 in Straubing; † 8. März 1991 in Bad Reichenhall) war ein deutscher Autorennfahrer.

## Karriere
Ludwig Fischer war 1952 als Privatfahrer beim Großen Preis von Deutschland, der auf dem Nürburgring ausgetragen wurde, gemeldet. Beim Training konnte er mit seinem A.F.M. Typ 49 keine vollständig gezeitete Runde erzielen und sich somit nicht für das Rennen qualifizieren.
Es blieb sein einziger Versuch, an einem Lauf zur Automobil-Weltmeisterschaft teilzunehmen.

## Statistik

### Einzelergebnisse in der Sportwagen-Weltmeisterschaft
| Saison | Team       | Rennwagen   | 1   | 2   | 3   | 4   | 5   | 6   | 7   |
| ------ | ---------- | ----------- | --- | --- | --- | --- | --- | --- | --- |
| 1957   | Hanns Roth | Porsche 356 | BUA | SEB | MIM | NÜR | LEM | KRI | CAR |
| 1957   | Hanns Roth | Porsche 356 | DNF |     |     |     |     |     |     |